# Weiße Armee
Als Weiße Armee (russisch Белая армия Belaja armija; Originalschreibweise: Бѣлая армія), auch Weiße Garde (russisch Белая гвардия Belaja gwardija), bezeichnet man die Truppen der russischen Weißen Bewegung, die im Russischen Bürgerkrieg (1918–1922) gegen die Bolschewiki kämpften und deren Hauptkontrahenten waren. Keimzelle der Weißen Armee war die Freiwilligenarmee.
Die Weißen, deren bewaffneter Arm die Weiße Armee war, vereinten politisch sehr unterschiedliche Kräfte der russischen Gesellschaft, deren Vorstellungen über die Methoden, die Richtung und die Ziele des Kampfes gegen Sowjetrussland stark differierten. Dementsprechend waren weder die Weiße Bewegung noch die Weiße Armee jemals eine einheitliche politische bzw. militärische Kraft, sondern blieben stets nur eine eher lose Vereinigung verschiedener Gruppierungen, deren einziges einigendes Band die Gegnerschaft zu den Bolschewiki war. Ihre einzelnen Glieder versuchten in wechselnden internen Allianzen und mit Unterstützung der Ententemächte und anderer Siegerstaaten des Ersten Weltkrieges, nicht selten aber auch im Alleingang den Sieg über die Bolschewiki zu erringen und auf diese Weise ihre spezifischen Vorstellungen über eine Nachkriegsordnung umzusetzen. Die fehlende innere Geschlossenheit, vor allem aber das Fehlen eines Programms, das politische und soziale Reformen vorgesehen hätte, die von einem Großteil der russischen Bevölkerung gewünscht wurden, hatten entscheidenden Anteil daran, dass die Weißen und ihre Streitkräfte nie die Masse der Bevölkerung auf ihre Seite ziehen konnten und letztlich im Bürgerkrieg unterlagen.

## Russland, Russischer Bürgerkrieg

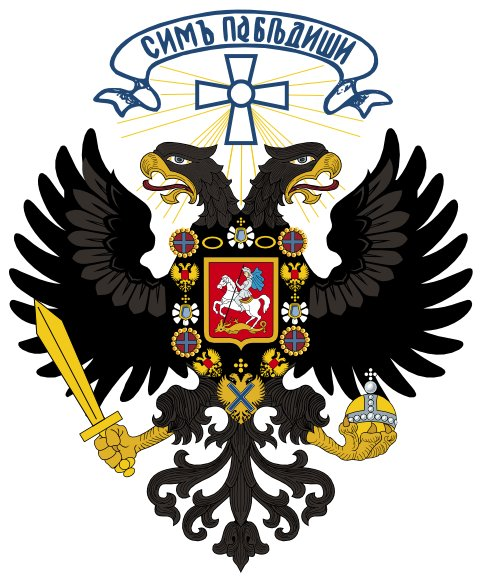
Wappen der Koltschak-Regierung

### Bewaffnete Formationen
Zu unterschiedlichen Zeiten verfügte die Weiße Armee über folgende bewaffnete Formationen oder Kampfverbände:
Im Norden
| • Nördliche Armee oder auch Streitkräfte Nördliche Region (August 1918) |

Im Nord-Westen
| • Nördliches Korps (Oktober 1918) ↓ |
| • Nord-Westliche Armee (Juli 1919)  |

| • Westrussische Befreiungsarmee (Herbst 1919) |

Im Süden
| • Freiwilligenarmee (Januar 1918) ↘               |  |  | • Don-Armee (April 1918) ↙ |
| • Streitkräfte Südrusslands (Januar 1919) ↓       |  |  |                            |
| • Russische Wrangel-Armee auf der Krim (Mai 1920) |  |  |                            |

Im Osten
| • Volksarmee Komutsch (Juni 1918) ↘                |  |  | • Sibirische Armee (Juni 1918) ↙ |
| • Ostfront der Russischen Armee (September 1918) ↓ |  |  |                                  |
| • Fernöstliche Armee (April 1920) ↓                |  |  |                                  |
| • Weiße Rebellenarmee (1921) ↓                     |  |  |                                  |
| • Stände Heer (Semstwo рать) (1922)                |  |  |                                  |

In Nord-Asien
- Turkestanische Militärorganisation (Februar 1918)
  - Turkestanische Armee (April 1919)
  - Bauernarmee Ferghana (Juni 1919)

### Entstehung
Erste Truppen der weißen Armee wurden bald nach der Oktoberrevolution von 1917 als eine Antwort von Teilen der mit der bolschewistischen Machtergreifung nicht einverstandenen russischen Gesellschaft in Nowotscherkassk von General Michail Wassiljewitsch Alexejew am 25. Dezember 1917jul. / 7. Januar 1918greg. gebildet und unter dem Namen „die Freiwilligenarmee“ bekannt. Erster Kommandeur wurde General Kornilow, während Alexejew zum obersten Leiter aller Truppenteile aufstieg. Zu dieser Zeit zählte die Freiwilligenarmee nur 2.000 Mitglieder. Im Sommer 1918 entstanden ähnliche militärische Einheiten im Osten von Russland und ein Jahr später im Norden und Nordwesten. Die größten von ihnen waren:
- Bewaffnete Kräfte des Süden Russlands unter dem Kommando von General Denikin,
- Armee unter dem Kommando des Admirals Koltschak und die
- Russische Armee auf der Krim.

Weiß sollte dabei als traditionelles Symbol aus der orthodoxen Kirche die Reinheit der Idee und die Gerechtigkeit signalisieren. Die Mitglieder der weißen Kräfte nannte man Weißgardisten, ihr Widerpart waren die Rotgardisten.

### Personelle Zusammensetzung
Die Komplettierung weißer Armeen wurde unterschiedlich durchgeführt. Neben den Freiwilligen bestanden sie größtenteils aus Wehrpflichtigen, die durch Mobilisierungen einberufen wurden, wobei Nötigung und Gewaltanwendung nicht ausgeschlossen wurden. Ab Mitte 1919 zwang man auch die gefangen genommenen Rotarmisten zum „freiwilligen Eintritt“ in weiße Truppen; im Herbst des gleichen Jahres stellten sie in etlichen Einheiten fast 60 % der Gesamtstärke. Ihre zahlenmäßige Zunahme führte zu negativen Erscheinungen, da die Freiwilligen, die besonders ideologisch motiviert waren, sich zunehmend in der Masse derer auflösten, die den Idealen der weißen Bewegung gleichgültig bis feindlich gegenüberstanden. Dies führte zu gravierendem Verlust von Kampfmoral und -kraft.
Die bolschewistische Propaganda versprach zudem die sofortige Lösung aller kardinaler Fragen, während die Führer der weißen Bewegung zögerten, die großen Probleme entschieden anzupacken. Ihr Ziel blieb die Neueinberufung der von den Bolschewiki aufgelösten verfassunggebenden Versammlung von 1918, die dann in einem demokratischen Prozess das politische System des Landes regeln und erst nachher die lebenswichtigen Probleme der russischen Gesellschaft lösen sollte. Dies führte mit der Zeit zum moralischen Verfall und Defätismus.
Einen großen Prozentsatz weißer Kämpfer stellten niedere Offiziersränge, vor allem Unteroffiziere dar, die üblicherweise über eine gute militärische Ausbildung und reichliche militärische Erfahrung verfügten. Den Kern bildeten Offiziere der alten zaristischen Armee. Die Kommandostruktur kann man grob in drei Gruppen teilen: Oben standen Generäle, die bereits vor der Oktoberrevolution höchste Posten innehatten. Darauf folgten die Offiziere, die sich erst während des Bürgerkrieges profiliert hatten, aber bereits vorher als Offiziere dienten. Die dritte Gruppe bildeten Unteroffiziere der alten russischen Armee, die sich erst durch ihre Verdienste zu den Offiziersrängen hochgedient hatten.

### Organisation und Strategie
Bei der Bildung von weißen Armeen wurde zum größten Teil die Organisationsstruktur der alten russischen Armee übernommen. Üblicherweise bildete bei der Infanterie ein Bataillon den Grundstein einer Einheit, während es sich bei der Kavallerie um eine Schwadron handelte. Eine Ausnahme bildeten nur die Kosaken, bei denen an die Stelle der Schwadron eine Hundertschaft trat. Alle Truppenteile bildeten Regimenter, die dann zu Divisionen verbunden waren. Ein Korps bestand aus zwei bis drei Divisionen. Auf dem Höhepunkt ihrer Macht zählten die Armeen von Koltschak und Wrangel durchschnittlich zwei bis drei Korps. Bewaffnet waren die Weißgardisten mit Gewehren, Maschinengewehren und Artillerie und besaßen etliche Panzerzüge. Ein großer Teil der Munition und Waffen stammte aus den Lagern der Westmächte, die insbesondere in den ersten Jahren mit nicht unerheblichen Mitteln versucht hatten, den Weißen unter die Arme zu greifen. Die Kriegskunst basierte auf den Erfahrungen, die während des Ersten Weltkriegs gewonnen worden waren. Allerdings schwächte die Weiße Bewegung sich selbst durch Zerstrittenheit innerhalb der militärischen Führung und das Fehlen einer starken aufeinander abgestimmten Organisierung von Militäroperationen, was der Roten Armee später einen Sieg ermöglichte. Die weißen Kommandeure waren gute, jedoch keine überragenden Feldherren und Strategen. Geschwächt hat sie auch, dass mehrere berühmte zaristische Generale wie z. B. Alexei Alexejewitsch Brussilow sich den antibolschewistischen Truppen nicht anschlossen und mehr noch, die neu gebildete Rote Armee mit Rat und Tat unterstützten. Hinsichtlich der Strategie zogen die Weißen, da sie überproportional viel Kavallerie besaßen, die konzentrierten schnellen Vorstöße in bestimmten Hauptrichtungen den groß angelegten frontalen Infanterieangriffen vor. Außerdem hatten sich bestimmte Einheiten, wie das Korps des General Mamontow, auf überfallartige Angriffe „spezialisiert“, deren Ziel Desorganisierung und Verbreitung von Panik in den Reihen der Roten Armee war. Um die Front zu stabilisieren, setzte man auf tief gestaffelte Regimenter, eine robuste Reserve und verstärkte Manöver, die zu einem Gegenangriff auf bestimmte, als schwach identifizierte Stellen führten. Überhaupt wurde einem Gegenangriff großes Gewicht beigemessen, der bei einer guten Organisation eine entscheidende Rolle spielen konnte. Dass die große kämpferische, strategische und taktische Erfahrung der Weißen Bewegung trotzdem nicht zu ihrem Sieg führte, lag unter anderem an der Tatsache, dass ein Gros der Roten Kommandeure auch zaristische Militärschulen und -akademien absolviert hatten und folglich über den gleichen Kenntnisstand verfügten wie ihre Gegner. In dieser Situation saßen die Bolschewiki in dem Moment am längeren Hebel, wo es ihnen gelang, ihre Truppen zu organisieren und zu disziplinieren.

### Ziele und Ursachen des Scheiterns
Die Weißen Armeen vertraten eine konservative Einstellung bezüglich der künftigen Strukturierung und Entwicklung Russlands. Sie kämpften für die Erhaltung der territorialen Integrität des Landes, den Schutz der russischen Staatlichkeit, Neuwahlen zu einer verfassunggebenden Versammlung und die sukzessive Demokratisierung des Landes. Als besonders wichtig galt die Wiedereinführung von Privateigentum und sein Schutz, die Einführung der allgemeinen Schulpflicht für Grundschüler, Lösung der Bodenfrage, Anerkennung von Autonomiebestrebungen mehrerer Völker und Schutz von Handelsfreiheit. Unter dem Motto „Für ein großes, geeintes und unteilbares Russland“ versuchten die führenden Ideologen wie Pjotr Struwe oder Wassili Schulgin die unterschiedlichen Interessen der Kommandeure der Bewegung miteinander in Einklang zu bringen, was aber letztlich misslang. Diese Zerstrittenheit und Missgunst gepaart mit dem Versuch, alle Fragen bis zur Einberufung der Verfassunggebenden Versammlung aufzuschieben, waren für das Scheitern maßgeblich. Dieses Zögern rief Misstrauen und abwartende Haltung in der Bevölkerung hervor. Die Ideologen der weißen Bewegung konzentrierten sich viel zu stark auf militärische Seiten des Kampfes, während die für einfache Bauern und Arbeiter lebenswichtigsten und drängendsten Probleme als zweit-, wenn nicht drittrangig erschienen. Verstärkter Separatismus in von nichtrussischer Bevölkerung besiedelten Gebieten des riesigen Reiches und unter den Kosaken führte mitunter zu absurden Situationen des Kampfes jeder gegen jeden, zu kurzfristigen Allianzen zwischen sich eigentlich feindselig gegenüberstehenden Widersachern und zu rasanter Verschiebung der Fronten.

### Beteiligung an Pogromen
Im russischen Bürgerkrieg kam es besonders in der Ukraine an der jüdischen Bevölkerung zu zahllosen Pogromen und wilden Massakern, an denen unter anderem auch Soldaten der Weißen Armee beteiligt waren. Im Sommer 1919 steigerte sich die Weiße Armee bei ihrem Vormarsch aus der Don-Region Richtung Moskau in einen Blutrausch, der beim Pogrom in Fastow mit 1.500 Toten den Höhepunkt erreichte. Auch unter Kommando der Roten Armee kam es zu vereinzelten Pogromen, aber die Bolschewiki waren die einzigen, die die Pogrome durch die Truppen scharf verurteilten und bekämpften.

### Erste Etappe der weißen Bewegung
Nach der Abdankung des Kaisers Nikolaus II. im März 1917 versuchten die Monarchisten und Vertreter der Partei der konstitutionellen Demokraten, sich zu einem Block zu vereinigen, um die Entwicklung der revolutionären Bewegung im Land zu stoppen. Als die von vielen ersehnte „harte Hand“ schlugen sie den General Kornilow vor, der als Oberbefehlshaber der russischen Armee großes Ansehen genoss. Am 21. Augustjul. / 3. September 1917greg. setzte er einige Truppen in Richtung Sankt Petersburg in Marsch, jedoch scheiterte sein Versuch an der Unwilligkeit der Soldaten. Genauso vom Misserfolg heimgesucht war der Versuch des gestürzten Regierungschefs Kerenski, mit Hilfe des 3. Kavalleriekorps unter dem Befehl des Generals Pjotr Krasnow sofort nach der erfolgreichen Oktoberrevolution die Bolschewiki von der Macht zu verdrängen (Aufstand von Kerenskij-Krasnow).
Im November erklärten mehrere Kosakenführer im Süden Russlands ihre Nichtanerkennung der Sowjetmacht, und gleichzeitig setzte General Alexejew die Bildung einer neuen Armee, sog. Freiwilligenarmee, im Gebiet des Don fort. Im Dezember wurde in Nowotscherkassk das Triumvirat der drei zaristischen Generäle Alexejew, Kaledin und Kornilow gebildet, das zu einem Prototyp der künftigen russischen Regierung erklärt wurde. Im Kuban-Gebiet wurde im November 1917 eine Regierung des Kubaner Kreises unter der Führung von Bytsch gebildet, die sich im März 1918 mit der Freiwilligenarmee verbündete. Nicht nur im Süden und Osten Russlands, sondern auch in den zentralen Kerngebieten des Landes setzte ein immer stärker werdender Widerstand gegen die Bolschewiki ein. Im Frühling 1918 gründeten Vertreter verschiedener politischer Gruppierungen in Moskau die „Union der Wiedergeburt Russlands“, die offen extrem antisowjetische und antikommunistische Positionen vertrat. Die führenden Vertreter waren die Konstitutionellen Demokraten Astrow und Kischkin, die Sozialrevolutionäre Awksentjew und Argunow und andere.

### Zweite Etappe
In dieser Zeit (vom April 1918 bis Februar 1919) erweiterte sich der Widerstand gegen die bolschewistische Bewegung fast auf das ganze Territorium Sowjetrusslands. Hauptursachen dafür waren die äußerst unpopuläre Politik der sowjetischen Regierung hinsichtlich der Bauern, bekannter als Kriegskommunismus, und die Zunahme der nationalistischen Stimmungen unter dem Eindruck des für Russland schmachvollen Friedensvertrags von Brest-Litowsk. Die weißen Kommandeure versuchten, diese Ressentiments in der Bevölkerung auszunutzen. General Denikin, der neue Oberbefehlshaber im Süden Russlands, bildete mehrere Allianzen mit verschiedenen politischen Strömungen und trat in direkte Verbindung mit der Entente. In ganz Russland bildeten sich Zentren des Widerstandes und illegale Komitees und Verbände im Kampf gegen den „Bolschewismus“. Anfang Februar 1919 erstreckte Denikin sein Einflussgebiet auf den Nordkaukasus. Juni–Juli 1918 besetzten tschechische Legionäre innerhalb einiger Wochen ganz Westsibirien und das Wolga-Gebiet. Durch solche Entwicklungen ermuntert, bildeten die Vertreter mehrerer antikommunistischer und demokratischer Organisationen eine provisorische Regierung in der Stadt Ufa, das sogenannte Ufimer Direktorium, das am Ende des Jahres von Admiral Koltschak abgesetzt und auseinandergetrieben wurde. Er erklärte sich selber, unterstützt von großen Teilen der Entente und des Offizierskorps, zum Obersten Führer Russlands und zum Oberbefehlshaber aller russischen Streitkräfte. Vor allem Großbritannien, USA und Frankreich unterstützten ihn finanziell und materiell. Anfang August 1918 bildeten in der Stadt Archangelsk die Vertreter von Konstitutionellen Demokraten, Sozialrevolutionären und Volkssozialisten die Oberverwaltung des Nordens, mit dem Politiker Nikolai Tschaikowski als Vorsitzenden. Gleichzeitig landeten dort amerikanische und britische Truppen, die später, nach dem misslungenen Angriff auf Wologda, abgezogen wurden. Im Nordwesten Russlands bildete General Judenitsch eine eigene Armee, die direkt gegen St. Petersburg vorging und die Stadt mehrere Wochen belagerte. Mit Hilfe der Regierung von Estland wurde das Nordische Korps zu einer der schlagkräftigsten weißen Einheiten im Norden Russlands.

### Dritte Etappe
Sie dauerte vom März 1919 bis zum März 1920 und war sowohl durch schwere Niederlagen als auch große Siege der Weißen gekennzeichnet. Im Frühling 1919 wurden in Moskau einige Untergrundorganisationen gebildet. Ende Mai 1919 gründete das „Russische Komitee“ in Helsinki eine sogenannte „Politische Versammlung“ zum Aufbau einer einheitlichen Front aus Finnland und unabhängig gewordenen baltischen Ländern gegen Sowjetrussland. In der Deklaration „Zur Bevölkerung russischer Gebiete der Nord-West-Front“ forderte sie die Wiedererrichtung des „einheitlichen, großen und unteilbaren Russlands“, eine einheitliche Bodenreform und Wahlen zur Verfassunggebenden Versammlung. Im August 1919 bildete General Judenitsch eine „Regierung der nordwestlichen Gebiete“, die fast wortwörtlich das Programm der „Politischen Versammlung“ übernahm. Am 19. Juni wurden durch ein Dekret des Oberbefehlshabers Koltschak die Truppen Judenitschs zur Nord-West Armee umgebildet, deren Versuche St. Petersburg einzunehmen alle scheiterten. Ende 1919 zerfiel die Nord-West Armee in mehrere Teile, die sich alle ins Baltikum absetzten. Gleichzeitig hörte die „Regierung der nordwestlichen Gebiete“ auf zu existieren.
Koltschak begann im März 1919 einen groß angelegten Angriff auf die zentralrussischen Gebiete, und bereits Ende April hatten seine Truppen die Wolga erreicht. Jedoch gelang es der Roten Armee in mehreren spektakulären Operationen die Weißen zu schlagen. Die Versuche Koltschaks, durch Versprechungen und eine äußerst moderate Politik die Arbeiter und Bauern auf seine Seite zu ziehen, wurden ein Fehlschlag. Kurz bevor er Anfang 1920 von den Bolschewiki verhaftet wurde, übertrug Koltschak seine Macht als Oberbefehlshaber aller russischen Streitkräfte und Oberster Führer Russlands auf General Denikin. Koltschaks Macht war längst auf wenige Gebiete im Osten Russlands zusammengeschrumpft, und auch die Machtbasis Denikins schwand zusehends. Im Frühjahr 1920 wurde Koltschak dann nach kurzem Prozess standrechtlich erschossen. Denikins Truppen hatten ihre große Zeit im Sommer 1919, als sie sich bis auf wenige hundert Kilometer Moskau vom Süden her näherten, jedoch einige schwere Niederlagen hinnehmen mussten, was ihre Moral untergrub und sie zum Rückzug zwang. Nach der Zerschlagung der schlagkräftigsten Armee der Weißen Anfang Oktober 1919 wurde allmählich klar, dass die Bolschewiki aus dem Bürgerkrieg als Sieger hervorgehen würden. Anfang 1920 brach auch die Macht der Weißen im Norden Russlands, nachdem die Alliierten ihre Truppen abzogen und die Streitkräfte des zaristischen Generals Jewgeni Miller allein der Roten Armee nicht standhalten konnten.

### Vierte Etappe
Diese Zeitspanne, die vom April 1920 bis Oktober 1922 dauerte, besiegelte die endgültige und vollständige Niederlage der antibolschewistischen Kräfte. Im April 1920, nach seinem eindeutigen Fiasko, gab General Denikin seine Befehlsgewalt an General Pjotr Wrangel ab und emigrierte in den Westen. Wrangel versuchte in den wenigen unter seiner Macht verbliebenen Gebieten im Süden Russlands und auf der Krim eine demokratisch legitimierte Staatsmacht zu gründen, deren wirtschaftliche Erfolge nach seinem Plan als Musterbeispiel dienen und den Bauern im übrigen Sowjetrussland einen Beweggrund zum antisowjetischen Aufstand geben sollten. Jedoch scheiterten alle seine Bemühungen am Mangel verfügbarer Ressourcen und am Unwillen der ortsansässigen Bevölkerung. Im November 1920 wurden die letzten Truppen der Weißen von der Halbinsel Krim vertrieben, wobei es zu bestialischen Racheakten der Rotarmisten an den gefangengenommenen und verwundeten weißen Soldaten kam. Wrangel flüchtete nach Konstantinopel. Fast ein Jahr länger hielten die weißen Truppen unter der Führung von Grigorij Semjonow und Michail Diterichs im Fernen Osten durch. Mit Unterstützung japanischer Truppen versuchten sie vergeblich, einen eigenständigen Fernost-Staat zu bilden. Mit der Einnahme von Wladiwostok Ende Oktober 1922 und der Flucht von Semjonow in die Mandschurei endete offiziell der Russische Bürgerkrieg.
Überbleibsel der Weißen Armee ließen sich in Harbin und Shanghai nieder und bildeten dort ein der Internationalen Polizei unterstelltes Regiment, und nach der japanischen Invasion eine weißrussische Brigade in japanischen Diensten. Diese Verbände gingen mit der Invasion der UdSSR in Mandschuko unter.

### Bekannte Kommandeure
- Michail Wassiljewitsch Alexejew
- Boris Wladimirowitsch Annenkow
- Alexander Iwanowitsch Beresowski
- Pawel Michailowitsch Bermondt-Awaloff
- Stanislaw Nikodimowitsch Bulak-Balachowitsch
- Anton Iwanowitsch Denikin
- Michail Gordejewitsch Drosdowski
- Michail Konstantinowitsch Diterichs
- Alexander Iljitsch Dutow
- Radola Gajda
- Peter Wladimir von Glasenapp
- Alexei Nikolajewitsch Grischin-Almasow
- Nikolai Iudowitsch Iwanow
- Nikolai Nikolajewitsch Judenitsch
- Alexei Maximowitsch Kaledin
- Wladimir Oskarowitsch Kappel
- Alexander Wassiljewitsch Koltschak
- Lawr Georgijewitsch Kornilow
- Pjotr Nikolajewitsch Krasnow
- Alexander Pawlowitsch Kutepow
- Konstantin Konstantinowitsch Mamontow
- Jewgeni Karlowitsch Miller
- Anatoli Nikolajewitsch Pepeljajew
- Wiktor Leonidowitsch Pokrowski
- Andrei Grigorjewitsch Schkuro
- Grigori Michailowitsch Semjonow
- Wladimir Sergejewitsch Tolstow
- Sergei Georgijewitsch Ulagai
- Roman von Ungern-Sternberg
- Pjotr Nikolajewitsch Wrangel

## Weitere, inhaltlich verwandte Begriffsverwendungen
Die Begriffe Weiße Truppen und Weißgardisten verwendeten kommunistische Medien und Organisation noch bei späteren Auseinandersetzungen mit konservativen Kräften, beispielsweise während des Finnischen Bürgerkriegs oder 1929 während des Sowjetisch-chinesischen Grenzkriegs. Seltener findet sich eine Zusammenfassung der Nationalisten der Baltischen Staaten unter diesen Bezeichnungen. Für die zumeist paramilitärischen, gegen die linksrevolutionären Aufstände im Gefolge der Novemberrevolution eingesetzten völkisch-nationalistischen Freikorps in der Anfangsphase der Weimarer Republik in Deutschland fanden die Begriffe ebenfalls teilweise Anwendung, sie haben sich jedoch weder im allgemeinen Sprachgebrauch durchgesetzt, noch werden sie von der Geschichtswissenschaft verwendet.